# Ригідність потиличних м'язів
Ригідність потиличних м'язів (також Ригідність м'язів шиї або голови, англ. Stiff neck, Neck stiffness, nuchal rigidity) — діагностичний симптом, який проявляється під час менінгеального синдрому. Проявляється обмеженням або неможливістю пасивного або активного згинання голови, що робить неможливим наближення підборіддя хворого до груднини внаслідок ригідності потиличних м'язів-розгиначів голови, яка є безумовною реакцією захисту надмірно збуджених через менінгеальний синдром корінців шийних нервів від болісного й надмірного розтягування. Входить до менінгеальних симптомів.
Цей симптом відзначають у 70 % випадків менінгеального синдрому і практично у 90% випадків менінгіту.

## Пасивні прояви ригідності потиличних м'язів
У тяжких випадках менінгіту, субарахноїдального крововиливу тощо у хворого голова настільки закинута в шиї назад, що її неможливо привести у те звичне анатомічне положення, коли між підборіддям і грудниною створюється прямий кут. Якщо хворий лежить у характерній позі «лягавої собаки» або «зведеного курка», то перевіряти ригідність потиличних м'язів або інші менінгеальні симптоми немає сенсу.

## Методика активного виявлення симптому
При виявленні цього симптому лікар здійснює пасивне згинання голови пацієнта, який лежить на спині, наближаючи його підборіддя до груднини. За наявності ригідності потиличних м'язів таку дію виконати не вдається через виражену напругу розгиначів голови. Спроба зігнути голову може привести до того, що разом з головою піднімається уся верхня частина тулуба, при цьому особа не відчуває болю, як це буває за наявності невриту корінців шийних нервів. Ця відсутність болю є важливою диференційною ознакою.

## Причини
Треба мати на увазі, що ригідність м'язів-розгиначів голови може спостерігатися окрім менінгеального синдрому, й при виразних проявах паркінсонізму. Взагалі 69 захворювань та патологічних станів безпосередньо призводять до появи ригідності потиличних м'язів. Найзначнішими є:
- Менінгізм — незапальне подразнення рецепторів мозкових оболон.
- Менінгіт — запалення м'якої мозкової оболони.
- Менінгоенцефаліт — запалення м'якої мозкової оболони та речовини мозку.
- Енцефаліт — запалення речовини мозку, яке призводить до набряку його, накопичення зайвої спинномозкової рідини і подразнення больових рецепторів мозкових оболон.
- Субарахноїдальний крововилив — крововилив під павутинну оболону мозку.
- Різні пухлини головного мозку.
- Травми головного мозку.